# 27 avril 2014
 (janvier 2023).
Le dimanche 27 avril 2014 est le 117e jour de l'année 2014.

## Décès
- George Astalos 	Écrivain franco-roumain.
- Vujadin Boškov 	Footballeur puis entraîneur yougoslave, serbe, médaillé d'argent aux Jeux olympiques d'été de 1952.
- Micheline Dax 	Actrice française. 	90 	[136] [archive]
- Vasco Graça Moura 	Écrivain, traducteur et homme politique portugais, député européen (1999-2009).
- Andréa Parisy 	Actrice française.

## Événements
- Démission de Chung Hong-won, premier ministre de Corée du Sud ;
- Le gouvernement Vučić entre en fonction en Serbie ;
- Canonisation des papes Jean XXIII et Jean-Paul II au Vatican.